# أرتور هوفهانيسيان
أرتور هوفهانيسيان (مواليد 23 مارس 1996) هو ملاكم أرميني، مثّل بلاده في الألعاب الأولمبية الصيفية 2016.

## وصلات خارجية
أرتور هوفهانيسيان على موقع بوكس ريك (الإنجليزية) (registration required)
- أرتور هوفهانيسيان على موقع أوليمبيديا (الإنجليزية)